# Улица Городской Вал (Ярославль)
У́лица Городско́й Вал — улица в центральной части города Ярославля. Лежит между Мышкинским проездом и площадью Мира (пересечение проспекта Ленина и Угличской улицы). Нумерация домов ведётся от Мышкинского проезда.

## История
Улица была спроектирована по регулярному плану 1778 года и проходила от Волжской до Которосльной набережной вдоль городского вала, построенного для ограждения городских земель от сельских. Первое известное название — улица подле вала (упомянуто в 1855 году). В начале XX века вал был срыт, так как, расширяясь, город стал выходить за его пределы.
В 1934 году часть улицы Городской Вал от Волжской набережной до Угличской улицы была переименована советскими властями в проспект Шмидта (в 1957 ещё раз переименована — в проспект Ленина).

## Здания и сооружения
- № 1 — Детская школа искусств № 1